# 150
150 (CL) je bilo navadno leto, ki se je po julijanskem koledarju začelo na sredo.

## Dogodki
- 1. januar

## Smrti
- Ašvaghoša, indijski budistični filozof in pesnik (* 80)